# Brandon Root
Brandon Root ist ein US-amerikanischer Theater- und Filmschauspieler sowie Musicaldarsteller.

## Leben
Root begann laut eigenen Aussagen ab seinem fünften Lebensjahr mit der Schauspielerei und wirkte bis zum Ende seiner High School in über 50 Produktionen mit. Er erlangte ab 2014 bis 2018 an der University of California, Los Angeles seinen Bachelor of Arts in Musiktheater. Seit 2019 wirkt er an Stücken des Beverly Hills Playhouse mit. Neben seiner Muttersprache Englisch besitzt er auch Grundkenntnisse in Spanisch. Während seiner Zeit an der Universität, wirkte er in einigen Kurzfilmen mit. 2019 erhielt er eine Nebenrolle im Kriegsfilm D-Day und eine größere Rolle im Abenteuerfilm The Final Level: Flucht aus Rancala als Jake. In den nächsten Jahren folgten weitere Besetzungen in verschiedenen Kurzfilmen. 2021 erhielt er die Nebenrolle als Peter im Netflix Original Intrusion mit Freida Pinto in der Hauptrolle. Im selben Jahr war er außerdem in zwei Episoden der Fernsehserie The Sex Lives of College Girls in der Rolle des Tad zu sehen. 2022 spielte er in jeweils einer Episode der Fernsehserien Better Call Saul und Physical mit.

## Filmografie (Auswahl)
- 2015: Trance (Kurzfilm)
- 2015: Boreas Village (Kurzfilm)
- 2018: The Guide (Kurzfilm)
- 2019: D-Day
- 2019: The Final Level: Flucht aus Rancala (The Final Level: Escaping Rancala)
- 2020: Out of Order (Kurzfilm)
- 2020: Couch World (Kurzfilm)
- 2021: The Zenosyne Hotel (Kurzfilm)
- 2021: Formerly Known As (Miniserie)
- 2021: Intrusion
- 2021: Ashley Jones Is Perfectly Normal
- 2021: The Sex Lives of College Girls (Fernsehserie, 2 Episoden)
- 2022: Better Call Saul (Fernsehserie, Episode 6x03)
- 2022: Physical (Fernsehserie, Episode 2x10)

## Theater (Auswahl)
- Secret Garden, 3D Theatralics
- A Splintered Soul, International City Theater
- Rent, Hi-Liners Theater
- Much Ado About Nothing, Kennedy Theater
- Shrek The Musical, Hi-Liners Theater
- CATS!, Hi-Liners Theater
- The Music Man, Kennedy Theater
- The Imaginary Invalid, Kennedy Theater
- Guys and Dolls, Kennedy Drama
- You Can’t Take It With You, Kennedy Theater